# 阿米巴藻属
阿米巴藻属（学名：Amoebophrya）是阿米巴藻科的一属。

## 下属物种
本属包括以下物种：
- Amoebophrya ceratii (Koeppen) Cachon, 1964，一种寄生性甲藻，通常寄生在亚历山大藻体内，只需要三四天时间就能摧毁整个亚历山大藻种群。